# Římskokatolická farnost České Zlatníky
Římskokatolická farnost České Zlatníky (lat. Bohemozlatnicium, něm. Böhmisch Schladnig) je zaniklá církevní správní jednotka sdružující římské katolíky v Českých Zlatníkách a okolí. Organizačně spadala do krušnohorského vikariátu, který je jedním z deseti vikariátů litoměřické diecéze.

## Historie farnosti
Fara, která byla v místě zřízena roku 1376, zanikla kolem roku 1623. Od roku 1673 jsou vedeny matriky. Fara byla obnovena v roce 1694 a nově byla kanonicky zřízena roku 1739.
Farnost existovala do 31. prosince 2012 jako součást farního obvodu farnosti Most - in urbe. Od 1. ledna 2013 zanikla sloučením do farnosti Vtelno u Mostu.

### Duchovní správcové vedoucí farnost
Začátek působnosti jmenovaného v duchovní správě farnosti od:
- 1695   Laurentius Ferd. Schemscha
- 1704   Joannes Ign. Sax
- 1705   Wenceslaus Ferd. Sax
- 1707   Christianus Ign. Teigel
- 1711   Math. Röad
- 1722   Joannes Fr. Krügerer
- 1765   Augustinus Jos. Fahry
- 1777   Franciscus Plath
- 1785   Jos. Hübner
- 1792   Jac. Hesse
- 1798   Jac. Herglotz, † 16. 3. 1802
- 1802   Anton. Leonard, n. 26. 5. 1757 Seesitz, o. 21. 12. 1780
- 1809   par. vacat
- 1810   Anton. Kumpf, † 2. 6. 1814
- 1814   par. vacat
- 1814   Jos. Jungl, n. 1. 9. 1759  Kloesterlens., o. 1. 9. 1782, † 7. 2. 1823
- 1823   Wenc. Seehars, n. 30. 5. 1780 Trubschicens., o. 30. 5. 1804, † 10. 7. 1852
- 1823   Anton. Fahry, n. 25. 9. 1777 Bílin, o. 7. 9. 1802, † 24. 9. 1844
- 1845   par. vacat, admin. int. Franc. Klee
- 1846   Franc. Uhl, n. 20. 5. 1805 Maschau, o. 2. 9. 1829, † 24. 9. 1869
- 1857   Franc. Schram, n. 1. 8. 1811 Eger., o. 3. 8. 1837, † 29. 6. 1880
- 1870   Franc. Partl, n. 3. 5. 1805 Tronitz, o. 4. 8. 1830, † 18. 5. 1882
- 1883   Jos. Böhm, n. 10. 3. 1819 Radonic., o. 25. 7. 1843, † 24. 2. 1892
- 1888   Joann. Grünnert, n. 13. 6. 1839 Brüx,  o. 29. 7. 1863, † 26. 8. 1914
- 1914   par. vacat, adm. exc. Josef Ottl, n. 26. 7. 1866 o. 28. 11. 1888
- 1915   Max. Baier, n. 22. 6. 1875 Heinersdorf, o. 15. 7. 1900, † 13. 12. 1918
- 1920   Josef  Mrázek, n. 30. 4. 1880 Jesenice o. 29. 6. 1905, † 21. 9. 1952
  - po roce 1920 – 13. 1. 1928 Antonín Vřešťál, v. duch.
- 1. 11. 1934 Eduard Kolář, n. 27. 2. 1873 Budweis o. 17.7. 1898, † 3. 7. 1945
- 1. 8. 1945  Franc. Neugebauer
- 1. 9. 1946  Josef Palme
- 1. 5. 1958  Karel Kahoun
- 1. 6. 1958  Bohumil Řezníček
- 1. 3. 1969  František Blaise O.P., admin. exc.
- 1. 1. 1980  Stanislav Česlík
- 1. 9. 1980  Josef Nižnanský
- 1. 12. 1989  Pavel Zach
- 1. 7. 1990  Petr Lukšan
- 1. 9. 1995 Jan Bečvář
- 1. 8.  1999  Bohuslav Bártek
- 1. 7.  2001   Josef Hurt
- 1. 7   2010 – 31. 12. 2012 Grzegorz Marian Czyżewski, admin. exc.[3]

Kromě kněží stojících v čele farnosti, působili ve farnosti v průběhu její historie i jiní kněží. Většinou pracovali jako farní vikáři, kaplani, katecheté, výpomocní duchovní aj.

#### Galerie duchovních správců

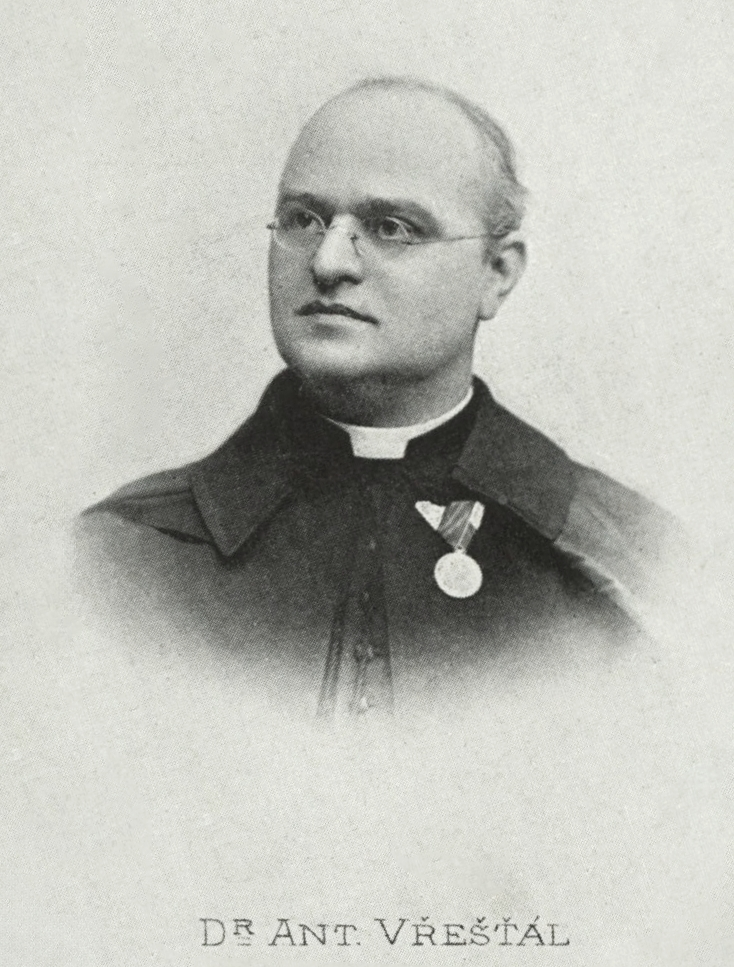
Antonín Vřešťál
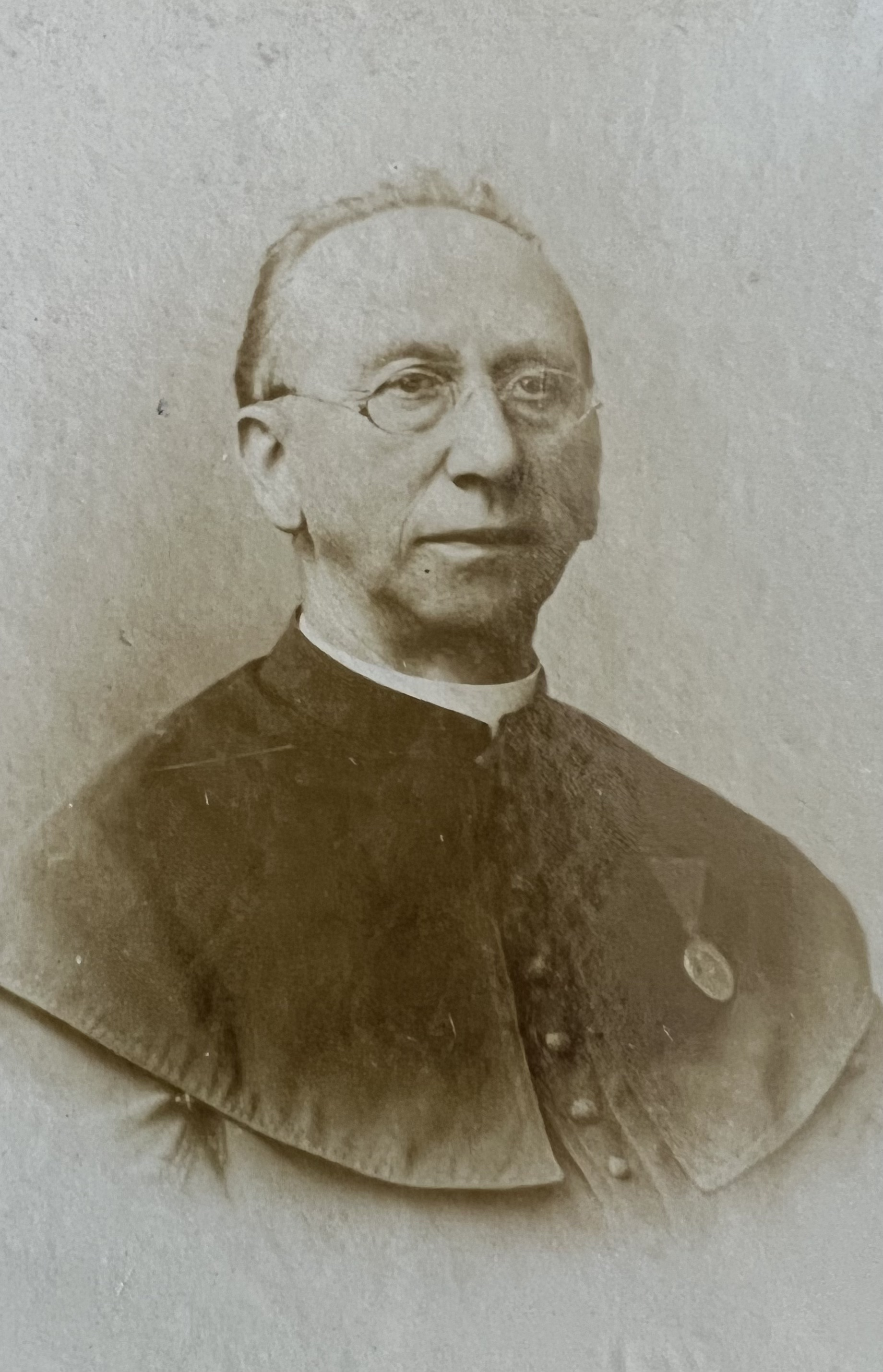
Johann Grünnert
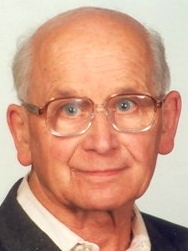
Karel Kahoun
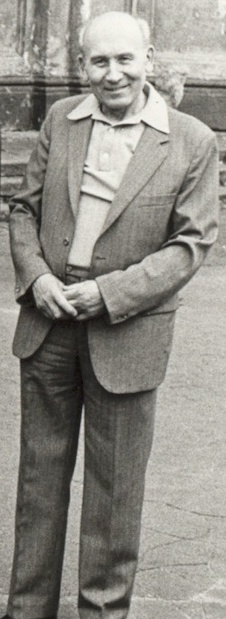
Jan Bečvář

## Území farnosti
Do farnosti náleželo území obcí:
- Obrnice (Obernitz)[p 2] s místní částí České Zlatníky (Böhmisch Zlatnik)[p 2]
- Patokryje (Patokrey)[p 2]

## Římskokatolické sakrální stavby a místa kultu na území farnosti
| | Fotografie | Stavba                     | Místo          | Bohoslužby                      | Zeměpisné souřadnice             | Status                                                                          | Číslo kulturní památky                       |
| Kostel | Kostel     | Kostel                     | Kostel         | Kostel                          | Kostel                           | Kostel                                                                          | Kostel                                       |
| --- | ---------- | -------------------------- | -------------- | ------------------------------- | -------------------------------- | ------------------------------------------------------------------------------- | -------------------------------------------- |
| 1. |            | Kostel sv. Jiří            | České Zlatníky | bližší informace o bohoslužbách | 50°30′54″ s. š., 13°42′15″ v. d. | do 31. prosince 2012 farní kostel, poté filiální kostel farnosti Vtelno u Mostu | 42694/5-5058 (Pk•MIS•Sez•Obr•WD) (Q12030844) |
| Kaple |            |                            |                |                                 |                                  |                                                                                 |                                              |
| 2. |            | Kaple Nejsvětější Trojice  | Obrnice        | bližší informace o bohoslužbách | 50°30′24″ s. š., 13°41′28″ v. d. | kaple                                                                           | 101403 (Pk•MIS•Sez•Obr•WD) (Q38039072)       |
| Zaniklé sakrální stavby |            |                            |                |                                 |                                  |                                                                                 |                                              |
| 3. |            | Kaple sv. Jana Nepomuckého | Patokryje      | nelze sloužit                   | 50°26′3″ s. š., 13°41′31″ v. d.  | před rokem 1970 zbořená kaple                                                   | —                                            |
| Některé drobné sakrální stavby a pamětihodnosti lze dohledat zde v databázi Drobné sakrální památky Zaniklé sakrální stavby lze dohledat zde v databázi Poškozené a zničené kostely, kaple a synagogy v České republice |            |                            |                |                                 |                                  |                                                                                 |                                              |

Ve farnosti se mohou nacházet i další drobné sakrální stavby, místa římskokatolického kultu a pamětihodnosti, které neobsahuje tato tabulka.

## Galerie sakrálních pamětihodností ve farnosti

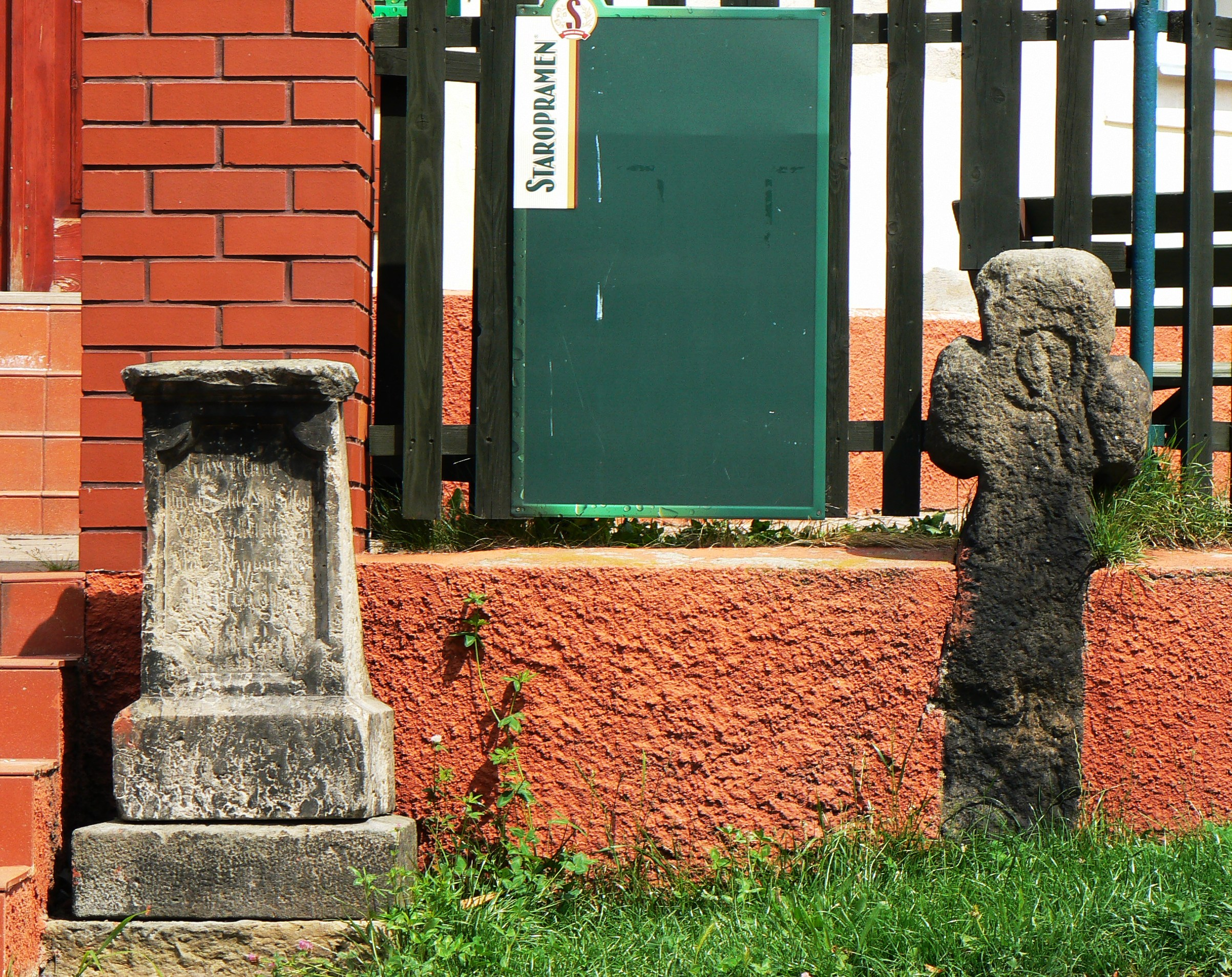
Smírčí kříž v Patokryjích